# Avranchin
Pour l’article homonyme, voir Avranchin (race ovine).
On appelle Avranchin le pays normand centré autour de sa ville principale qui est Avranches dans le sud-ouest du département de la Manche. Il est tourné vers la baie du Mont-Saint-Michel. Le gentilé des habitants de l'Avranchin est Avranchinais.

## Géographie

L’Avranchin, au sud du Cotentin.

L'Avranchin se situe dans la partie normande du Massif armoricain au sud du Cotentin dans le département de la Manche en Normandie occidentale ou Basse Normandie. Sa côte appartient à la baie du Mont-Saint-Michel. Le secteur côtier avranchinois était compris entre deux rivières : le Thar, au nord, et le Couesnon, au sud-ouest, cependant le cours du Couesnon ayant été dévié vers l'est à partir du XVIIIe siècle (canalisation), sa limite se trouve à l'heure actuelle à 4 km à l'ouest de ce fleuve. Vers l'est, l'Avranchin se prolonge jusqu'au cours de l'Égrenne, sous-affluent de la Mayenne. La limite sud correspond aujourd'hui, tout comme la limite sud-ouest, à la frontière entre les départements de la Manche (Normandie) et d'Ille-et-Vilaine (Bretagne). Le Mortainais est une ancienne partie de l'Avranchin, dont le nom n'est pas attesté avant le XIXe siècle. Sur le rocher du mont saint-Michel est construite l'abbaye du Mont-Saint-Michel.

## Histoire
L'Avranchin correspond sans doute aux limites territoriales du peuple gaulois armoricain des Abrincates, qui établissent leur oppidum sur le site de ce qui sera Avranches,,. Jules César ne le mentionne cependant pas dans sa liste des peuples armoricains, contrairement aux Unelli du Cotentin. Lors de la partition de la Gaule lyonnaise sous Constantin Ier, il est rattaché à la Lyonnaise seconde qui correspond à peu près aux limites de la Normandie actuelle et dont la capitale est Rotomagus (Rouen). C'est sur ce cadre administratif romain que vont s'ériger les diocèses dépendant de la province ecclésiastique de Rouen et dont fait partie l'Avranchin.

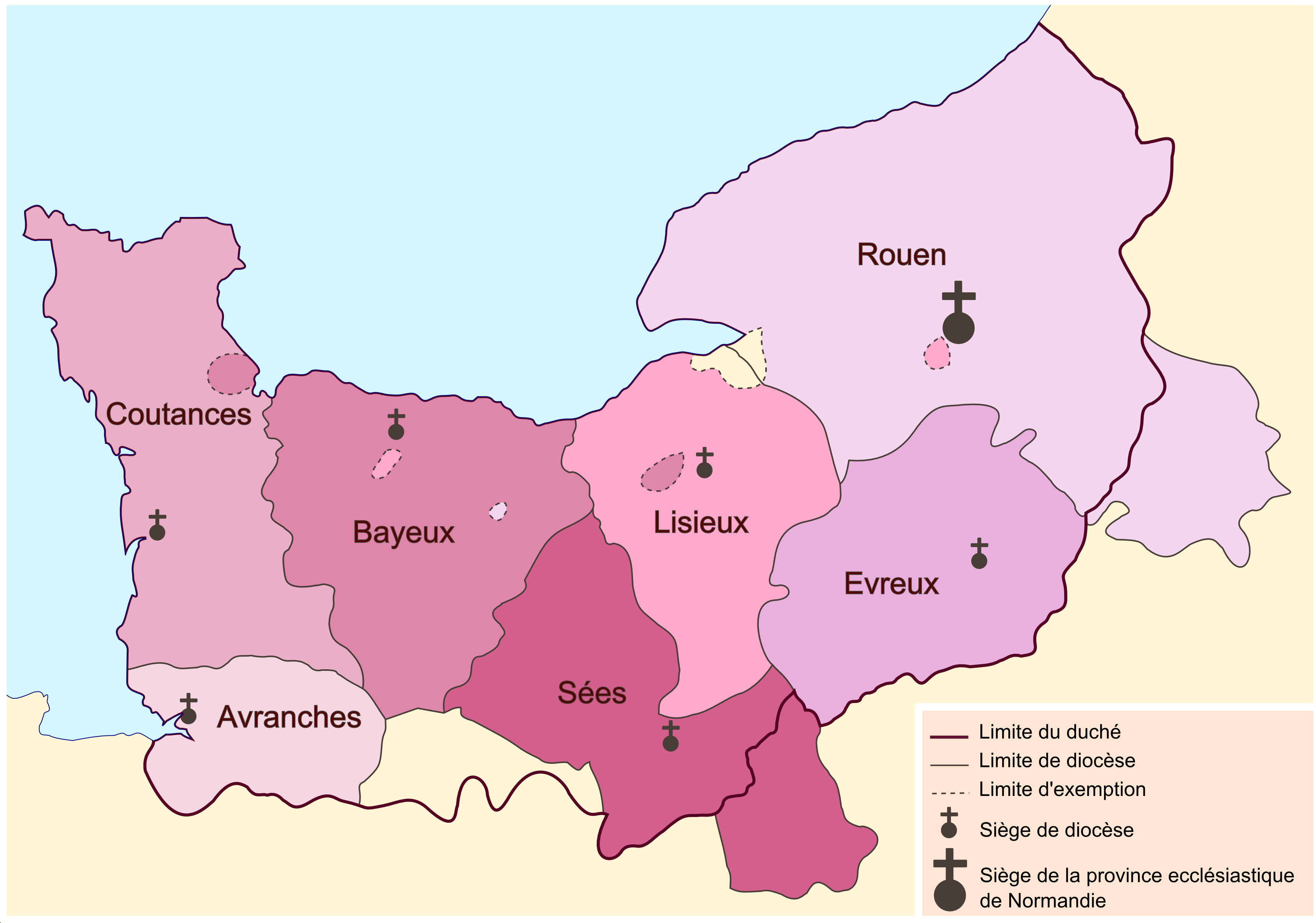
Les anciens diocèses de la Normandie jusqu'en 1802.

Le diocèse d'Avranches va perdurer jusqu'à la fin de la Révolution française. À cette époque, il est supprimé et l'Avranchin est rattaché au diocèse de Coutances, tandis que le Mortainais, qui en faisait partie, est rattaché à celui de Sées. La Révolution fait en effet correspondre les diocèses aux départements nouvellement créés.
Sur le plan politique, il dépendra, après la chute de l'empire romain, de la Neustrie. 
Les Bretons l'annexent probablement dans la foulée de leurs raid contre la ville de Bayeux en 846. Ensuite, lors du traité de Compiègne de 867, l'Avranchin est cédé au roi Salaün de Bretagne, avec le Cotentin et les îles Anglo-Normandes, par le roi des Francs Charles le Chauve avant d'être réuni partiellement en 933 par Guillaume Longue-Epée au duché de Normandie, puis en 966 par Richard Ier de Normandie et intégralement en 1009 par Richard II de Normandie.
En 1204, dans le cadre de la conquête des possessions continentales des Plantagenêts, le roi de France Philippe Auguste s'empare définitivement du duché de Normandie, dont l'Avranchin.